# Ceratispa kolbei
Ceratispa kolbei es un coleóptero de la familia Chrysomelidae.
Fue descrita científicamente en 1913 por Gestro.